# Битва при Турине (312)
Битва при Турине — сражение между римскими императорами Константином и Максенцием (имевшим официальный титул августа), произошедшее в 312 году. Константин выиграл битву благодаря тактическому мастерству, отметившему всю его военную карьеру. Военные действия в Италии окончились битвой у Мульвийского моста неподалёку от Рима.

## Предыстория
В 286 году император Диоклетиан создал режим тетрархии, при которой государством управляют два августа, через 20 лет отрекающиеся от престола в пользу выбранных ими цезарей. 1 мая 305 г. он и Максимиан сложили с себя власть, однако к 308 году в империи было уже три «законных» августа — Галерий, Константин, Лициний (контролировал Иллирик) и один цезарь —Максимин II Даза, а также провозглашённый императором в Риме Максенций и узурпатор в Африке Домиций Александр.
В 312 году Максенций разбил Луция Домиция, после чего объединил силы с Максимином II Дазой против Лициния и Константина (Галерий умер в 311 году). Константин начал заранее готовиться к военным действиям, набирая в свои войска варваров, поводом для начала войны стала делегации сенаторов, просивших покарать Максенция, чей военачальник совершил насилие над дочерью купца.
Пока Максенций находился в Риме с армией в 100 000 солдат, Константин выдвинулся из подконтрольной себе части Римской империи (Галлия и Британия), перешёл Альпы с 40 000 ветеранами и вступил в Италию через перевал Мон-Сенис. Встретив сопротивление у города Сегузий (нынешняя Суза), Константин приказал поджечь ворота и штурмовать стены. Город был быстро захвачен и сохранён от грабежей, после чего Константин направился в северную Италию.

## Битва
Подступивших с запада к стратегическому городу Августа Тауринорум (нынешний Турин) захватчиков встретило войско Максенция, включавшее в свой состав тяжёловооружённых клибанариев (катафрактов). Описание битвы в латинских панегириках Константину 313 и 321 года существенно различаются:
- Согласно первому автору, фланги Максенция были намеренно отведены назад для охвата вражеской пехоты. Предугадавший это Константин поручил флангам выдвигаться вперёд для отбрасывания скрытых в засаде врагов. Центр вражеского войска вскоре начал отступать, неся дополнительные потери из-за большего числа солдат по сравнению с другими флангами.
- Согласно второму панегирику, Константин приказал расширить длину своих боевых линий, из-за чего всадники противника оказались в середине его войска, отряды которого расступились перед ними. Лёгковооружённая и мобильная кавалерия Константина смогла атаковать с флангов всадников Максенция, применив в бою окованные железом палицы, идеально действовавшие против тяжеловооружённых отрядов. Часть всадников Максенция спешилась, многие уже не могли сражаться из-за нанесённого палицами урона. После этого Константин приказал своей пехоте атаковать остатки пеших частей Максенция, вынудив последних бежать.[6] Согласно панегирику, победа была получена легко.[7]

Жители Турина закрыли ворота перед отступавшими частями войска Максенция, с восторгом встретив их дальнейшую резню солдатами Константина. После этого победитель вошёл в Турин под приветствия горожан, в то время как другие города региона начали отправлять поздравительные посольства.

## Последствия
Победа при Турине открыла для Константина путь в Италию. В Милане восторженное население встретило его войска, открыв городские ворота. Константин пробыл там до середины лета 312 года, в дальнейшем атаковал располагавшуюся у Брешии кавалерию, позже выиграв важную битву при Вероне, в которой был убит префект претория и командир кавалерии и пехоты Максенция Руриций Помпеян. После овладения северной Италией, войска Константина выдвинулись к Риму, рядом с которым победили Максенция в битве у Мульвийского моста.